# Nahuel Guzmán
Nahuel Ignacio Guzmán Palomeque (Rosario, Santa Fe, 10 de febrero de 1986) es un futbolista argentino que juega como guardameta en Tigres de la UANL, de la Primera División de México.

## Carrera

### Inicios
Comenzó a jugar al fútbol en el club "Social Lux", club donde los grandes equipos de Rosario posan su mirada para fichar a los niños. Este fue el caso del "Patón", quien de chico fue fichado por el Club Atlético Newell's Old Boys. Sus padres fueron quienes acompañaron a Guzmán a perseguir su sueño mientras él realizaba sus estudios. Formó parte del seleccionado Argentino en la Copa Mundial de Fútbol Sub-17 de 2003 siendo arquero junto a Oscar Ustari. Fue arquero titular del Club Sportivo Independiente Rivadavia luego de suplantar a Jorge Vivaldo.
El 4 de agosto de 2012, el "Tata" Gerardo Martino le dio la oportunidad en el Torneo Inicial 2012 de defender los 3 palos del club de sus amores: Newell's Old Boys siendo esta la primera fecha del Torneo Inicial y repite una titularidad merecedora fecha tras fecha suplantando al arquero Sebastián Peratta, donde mantuvo 5 partidos seguidos sin recibir goles y durante el torneo recibió solamente 11 goles en contra. Convirtió su primer gol en la definición por penales ante Boca Juniors; el equipo ganó 10 a 9.
El 19 de junio de 2013, se coronó campeón del Torneo Final 2013 del fútbol argentino con el Newell's Old Boys, logrando el primer título de su carrera.

### El "Patón" y sus inferiores en AFA
En inferiores de AFA, debutó en 9.ª ante Club Atlético Lanús (V) 2-1 con goles de Gustavo Rodas y Mauricio Sperduti el 4 de marzo de 2000. Aquella tarde en Buenos Aires, la categoría 1986 de los rojinegros formó con: Nahuel Guzmán; Nicolás Canessa, Ezequiel Garay, Lautaro Formica y Sebastián Omar Benítez; Mauricio Sperduti (Eduardo Rubén Gómez), José Luis Villagra, Gustavo Rodas y Federico Tapia; Héctor Damián Steinert (Alfredo Ramúa) y Boris Usorach (Julio Montedoro). En las divisiones inferiores de AFA de Newell’s jugó 123 partidos (21 en 9.ª división, 29 en 8.ª, 22 en 7.ª, 15 en 6.ª, 30 en 5.ª y 6 en 4.ª). Tuvo muy buenos números ya que con él en cancha las inferiores de Newell’s ganaron 67 partidos, empataron 26 y perdieron 30.

### División Reserva
En Reserva es el jugador que más partidos actuó en los últimos 25 años. Tiene 81 partidos en esta división desde su estreno el 12/02/2005 ante Vélez (V) 1-0 con gol de Oscar Adrián Lucero. En aquel cotejo Newell’s formó con: Nahuel Guzmán; Cristian Ansaldi (Leonardo Martínez), Jorge Vache, Mario Lovera y Germán Rivera; Mauricio Sperduti (José Luis Villagra), Oscar Lucero, Paulo Rosales y Alfredo Ramúa; Héctor Damián Steinert e Iván Borghello. En Reserva le hicieron solamente 67 goles (0,83 por partido) y mantuvo su valla invicta en 37 oportunidades (el 46 % de los partidos).

### Primera división
En ese partido el DT Nery Pumpido puso en cancha a Nahuel Guzmán; Miguel Torrén, Nicolás Spolli, Germán Ré; Carlos Araujo, Hugo Colace (69' Marcos Flores), Hernán Bernardello, Adrián Peralta; Mauro Cejas (80' Mauro Formica), Sebastián Arrieta; Santiago Salcedo.
Todavía no podía saborear una victoria con la primera de Newell’s ya que luego atajó en tres partidos en el Clausura 2007 (Club Atlético Quilmes (L) 2-2, Club de Gimnasia y Esgrima La Plata (L) 0-1 y Club Atlético Nueva Chicago (L) 0-2) uno en el Clausura 2010 Club Atlético San Lorenzo de Almagro (V) 1-2), uno en el Apertura 2010 Club Atlético Colón (V) 0-1) y un partido ante Club Atlético Patronato de la Juventud Católica (N) 0-0 en la Copa Argentina cuando el equipo de Diego Cagna cayó por penales en primera ronda.
Estuvo 137 partidos en el banco de suplentes de Newell’s. Es el cuarto jugador con más suplencias en la historia del club detrás de Gustavo Tognarelli (155), Omar Valentín Bargas (143) y Carlos Alberto Pancirolli (142). Entre 2007 y 2009 fue a prestámo a Independiente Rivadavia de Mendoza donde jugó 37 partidos en la B Nacional.

### El "Año de la Gloria" (2012)
El 4 de agosto de 2012, Newell's Old Boys afrontaba la problemática con el descenso de categoría a pesar de haber hecho una buena campaña en el Torneo Clausura 2012 quedando en la 6.ª posición del mismo con un total de 32 puntos, se rumoreaba que el anterior arquero de la lepra Sebastian Peratta ya no defendería los 3 palos Rojinegros, o lo haría con menos frecuencia. Días antes del enfrentamiento por la primera fecha del Torneo Inicial 2012 ante Independiente de Avellaneda, el actual técnico de Newell's Gerardo Martino dejó anonadado al pueblo Leproso, con la noticia de que Newell's debutaría en este torneo con la presencia de Guzmán en el arco, el partido terminó 0-0 en Rosario con una puntuación favorable al arquero que el "Tata" decidió poner.
Su valla estuvo invicta durante 4 partidos más: Victoria (0-1) ante Club Atlético Lanús; Victoria (2-0) ante San Martín de San Juan; Empate (0-0) ante Belgrano de Córdoba en condición de visitante; Victoria por (1-0) ante Estudiantes de La Plata. La racha de Guzmán sin recibir goles culminó en la fecha 6 cuando la Lepra visitó a River Plate en el Estadio Monumental, fue empate (3-3), Guzmán estuvo muy cerca de cumplir el récord de la valla menos vencida de la historia del Club Rojinegro, en pocos partidos disputados con continuidad, estuvo a escasos minutos de cumplirlo pero el 3 a 3 con River eliminó esa esperanza siendo así los primeros 3 goles que Guzmán recibía en 6 partidos disputados en el torneo.
Guzmán ha recibido, finalizado el Torneo Inicial 2012, nada más que 11 goles perdiendo un solo partido, siendo arquero titular de la Lepra durante todo el torneo. Newell's quedó en la segunda posición de la tabla con 9 PG, 9 PE y 1 PP.

### Su paso por México con los Tigres (2014-actualidad)
Llegó al club Tigres UANL para la temporada Apertura 2014. Rápidamente se mostró como un referente del cuadro auriazul por sus atajadas y liderazgo dentro del terreno de juego. En su primer torneo tuvo la oportunidad de disputar su primera final por el campeonato mexicano, donde caería contra las Águilas del América por marcador en el global de 1-3.
En 2015 jugaría la Copa Libertadores de América, donde demostró sus atajadas y contribuyó con los felinos, llegando nuevamente a un final donde cayó con el resultado de 3 a 0 en el Monumental de River Plate, para así estar dentro de los dos mejores del continente.
Guzmán cerró un año fructífero tras haber llegado a la final de la Copa Libertadores e integrar la Selección Argentina, se consagró campeón del Apertura 2015 con los Tigres. Habían ganado por 3-0 el partido de ida ante Pumas UNAM y prácticamente tenía el título ganado, sin embargo, fueron derrotados 3-0 como visitante en el segundo partido debiendo ir a prórroga. Allí, André-Pierre Gignac puso el 3-1 que le daba el campeonato, sin embargo los locales volvieron a anotar y con el 4-1 se decidiría todo en los tiros penales. Guzmán fue determinante al tapar el cuarto penal de los Pumas. Guzmán se volvió a vestir de héroe en la final del Apertura 2016 contra el América al atajar tres penales seguidos en la tanda de penaltis, dándole a su equipo el quinto título de Liga en su historia.
En el Apertura 2017 fue parte fundamental para conseguir el sexto título de Liga del club, al derrotar 3-2 en la final a los Rayados de Monterrey, coronándose campeón en la cancha del acérrimo rival, el Estadio BBVA Bancomer. 
También, un año y medio después sería importante en el título del Clausura 2019 ya que en la final ante el Club León, Nahuel no dejó que entrara ningún balón a su portería, dándole el séptimo título de liga al club tras un global de 1-0.

## Selección nacional

### Participaciones en Copas del Mundo
| Mundial           | Sede  | Resultado        | Partidos | Goles |
| ----------------- | ----- | ---------------- | -------- | ----- |
| Copa Mundial 2018 | Rusia | Octavos de final | 0        | 0     |

### Participaciones en Copas América
| Copa                    | Sede           | Resultado  | Partidos | Goles |
| ----------------------- | -------------- | ---------- | -------- | ----- |
| Copa América 2015       | Chile          | Subcampeón | 0        | 0     |
| Copa América Centenario | Estados Unidos | Subcampeón | 0        | 0     |

Fue internacional con la Selección Argentina, con la cual disputó 5 partidos.
Formó parte de la Sub-17 que participó en la Copa Mundial de Fútbol Sub-17 de 2003.
Su primer partido con la albiceleste fue contra Portugal en la derrota 1-0, en Old Trafford. El segundo fue frente a Hong Kong en la goleada 7-0. Fue reemplazado en el segundo tiempo por Agustín Marchesín. Su tercer partido lo jugó el 28 de marzo en la victoria frente a El Salvador 2-0. Además estuvo como segundo arquero en el amistoso frente a Brasil. Entró en reemplazo de Sergio Romero en el segundo tiempo del amistoso contra Bolivia, el 6 de junio de 2015, imponiéndose 5 a 0 la selección argentina.
El 11 de mayo, fue convocado a la Selección Argentina por Gerardo Martino para jugar la Copa América que se realizó en Chile del 11 de junio al 4 de julio.

### Mundial 2018
El 22 de mayo, fue convocado para integrar el seleccionado que disputó el Mundial en Rusia, el suceso se produjo luego de la lesión del arquero titular, Sergio Romero, tras la cual quedó desafectado de la convocatoria.
Fue el tercer arquero de la Selección Argentina en este mundial y no llegó a disputar ningún minuto.

## Estilo de juego
Guzmán es considerado por los medios de comunicación y afición como un arquero poco ortodoxo y de gran personalidad. Con habilidad para jugar con los pies, es capaz de colocar trazos largos y precisos a sus compañeros mediocampistas y delanteros. Debido a su habilidad para jugar con los pies, normalmente juega lejos de su portería, convirtiéndose en un líbero, cualidad que lo llevó a ser considerado por Gerardo Martino para integrarse al Barcelona de España. Dicha característica ha sido justificada por su exentrenador, Ricardo Ferretti, esto cuando los goles en contra han encontrado a Guzmán lejos de su portería, señalando que es la labor que el estilo de juego del equipo le exige. Guzmán es un experto atajador de penales, ha sido pieza clave en los dos campeonatos que ha conseguido Tigres en tanda de penales. En ocasiones ha sido criticado por los medios de comunicación, quienes alegan que Guzmán no respeta el fair play, esto al distraer o intimidar a sus oponentes antes del cobro de un tiro penal, no saber perder y simular o exagerar las faltas cometidas en su contra.
Las excentricidades de Guzmán son tales que la prensa y los aficionados las han bautizado como Nahueladas.

## Vida personal
Nahuel es el hijo mayor y el único varón de sus padres: Jorge Guzmán y Patricia Palomeque. Sus dos hermanas, Cande y Paloma, forman parte del equipo de voleibol de Newell's Old Boys. Su pareja es Verónica Nochetto y el 18 de noviembre de 2014 nació Agustín, su primer hijo. 
Es fanático de su antiguo club, Newell's Old Boys, y usualmente evita usar en su uniforme los colores del acérrimo rival de Newell's: el Rosario Central. Es aficionado del rock argentino y de los Rolling Stones, además de la literatura. Escribió en el libro "Pelota de Papel" de Sebastián Domínguez y Pelota de Papel 2. Es amigo de Martín Fabio, cantante de la banda Kapanga. Participó en un programa de radio junto a varios amigos, programa que se transmitía en su natal Rosario.

## Estadísticas

### Clubes
Actualizado de acuerdo al último partido jugado el 1 de agosto de 2025.
| Club                              | Div.          | Temporada     | Liga  | Liga  | Liga  | Copas nacionales | Copas nacionales | Copas nacionales | Torneos internacionales | Torneos internacionales | Torneos internacionales | Total | Total | Total |
| Club                              | Div.          | Temporada     | Part. | G. R. | V. I. | Part.            | G. R.            | V. I.            | Part.                   | G. R.                   | V. I.                   | Part. | G. R. | V. I. |
| --------------------------------- | ------------- | ------------- | ----- | ----- | ----- | ---------------- | ---------------- | ---------------- | ----------------------- | ----------------------- | ----------------------- | ----- | ----- | ----- |
| C. A. Newell's Old Boys Argentina | 1.ª           | 2006-07       | 4     | 6     | 0     | —                | —                | —                | —                       | —                       | —                       | 4     | 6     | 0     |
| C. A. Newell's Old Boys Argentina | 1.ª           | 2009-10       | 1     | 2     | 0     | —                | —                | —                | —                       | —                       | —                       | 1     | 2     | 0     |
| C. A. Newell's Old Boys Argentina | 1.ª           | 2010-11       | 1     | 1     | 0     | —                | —                | —                | —                       | —                       | —                       | 1     | 1     | 0     |
| C. A. Newell's Old Boys Argentina | 1.ª           | 2011-12       | —     | —     | —     | 1                | 0                | 1                | —                       | —                       | —                       | 1     | 0     | 1     |
| C. A. Newell's Old Boys Argentina | 1.ª           | 2012-13       | 34    | 26    | 16    | —                | —                | —                | 11                      | 9                       | 5                       | 45    | 35    | 21    |
| C. A. Newell's Old Boys Argentina | 1.ª           | 2013-14       | 38    | 39    | 13    | —                | —                | —                | 6                       | 7                       | 2                       | 44    | 46    | 15    |
| C. A. Newell's Old Boys Argentina | Total club    | Total club    | 77    | 73    | 29    | 1                | 0                | 1                | 17                      | 16                      | 7                       | 96    | 90    | 37    |
| Independiente Rivadavia Argentina | 2.ª           | 2007-08       | 6     | 9     | 3     | —                | —                | —                | —                       | —                       | —                       | 6     | 9     | 3     |
| Independiente Rivadavia Argentina | 2.ª           | 2008-09       | 30    | 37    | 10    | —                | —                | —                | —                       | —                       | —                       | 30    | 37    | 10    |
| Independiente Rivadavia Argentina | Total club    | Total club    | 36    | 46    | 13    | 0                | 0                | 0                | 0                       | 0                       | 0                       | 36    | 46    | 13    |
| Tigres de la UANL · México        | 1.ª           | 2014-15       | 40    | 37    | 14    | 3                | 4                | 2                | 13                      | 12                      | 5                       | 56    | 53    | 21    |
| Tigres de la UANL · México        | 1.ª           | 2015-16       | 39    | 40    | 13    | 1                | 0                | 1                | 8                       | 6                       | 4                       | 48    | 46    | 18    |
| Tigres de la UANL · México        | 1.ª           | 2016-17       | 39    | 29    | 19    | 1                | 0                | 1                | 6                       | 3                       | 3                       | 46    | 32    | 23    |
| Tigres de la UANL · México        | 1.ª           | 2017-18       | 42    | 38    | 16    | 2                | 3                | 1                | 4                       | 7                       | 0                       | 48    | 48    | 17    |
| Tigres de la UANL · México        | 1.ª           | 2018-19       | 42    | 41    | 17    | 4                | 3                | 3                | 8                       | 7                       | 3                       | 54    | 51    | 23    |
| Tigres de la UANL · México        | 1.ª           | 2019-20       | 29    | 28    | 10    | —                | —                | —                | 6                       | 5                       | 3                       | 35    | 33    | 13    |
| Tigres de la UANL · México        | 1.ª           | 2020-21       | 34    | 33    | 13    | —                | —                | —                | 3                       | 2                       | 1                       | 37    | 35    | 14    |
| Tigres de la UANL · México        | 1.ª           | 2021-22       | 42    | 45    | 14    | —                | —                | —                | —                       | —                       | —                       | 42    | 45    | 14    |
| Tigres de la UANL · México        | 1.ª           | 2022-23       | 43    | 36    | 21    | 1                | 1                | 0                | 6                       | 5                       | 3                       | 50    | 42    | 24    |
| Tigres de la UANL · México        | 1.ª           | 2023-24       | 30    | 32    | 9     | —                | —                | —                | 7                       | 4                       | 3                       | 37    | 36    | 12    |
| Tigres de la UANL · México        | 1.ª           | 2024-25       | 34    | 35    | 11    | —                | —                | —                | 11                      | 10                      | 3                       | 45    | 45    | 14    |
| Tigres de la UANL · México        | 1.ª           | 2025-26       | 2     | 3     | 1     | —                | —                | —                | 2                       | 2                       | 0                       | 4     | 5     | 1     |
| Tigres de la UANL · México        | Total club    | Total club    | 416   | 397   | 158   | 12               | 11               | 8                | 74                      | 63                      | 28                      | 502   | 471   | 194   |
| Total carrera                     | Total carrera | Total carrera | 529   | 516   | 200   | 13               | 11               | 9                | 91                      | 79                      | 35                      | 633   | 606   | 244   |
| 1. 2. 3.                          |               |               |       |       |       |                  |                  |                  |                         |                         |                         |       |       |       |

### Selecciones nacionales
Actualizado de acuerdo al último partido jugado el 13 de junio de 2017.
| Selección          | Año               | Amistosos | Amistosos | Amistosos | Eliminatorias | Eliminatorias | Eliminatorias | Continental | Continental | Continental | Mundial | Mundial | Mundial | Total | Total | Total |
| Selección          | Año               | Part.     | G. R.     | V. I.     | Part.         | G. R.         | V. I.         | Part.       | G. R.       | V. I.       | Part.   | G. R.   | V. I.   | Part. | G. R. | V. I. |
| ------------------ | ----------------- | --------- | --------- | --------- | ------------- | ------------- | ------------- | ----------- | ----------- | ----------- | ------- | ------- | ------- | ----- | ----- | ----- |
| Absoluta Argentina | 2014              | 2         | 1         | 1         | —             | —             | —             | —           | —           | —           | —       | —       | —       | 2     | 1     | 1     |
| Absoluta Argentina | 2015              | 3         | 2         | 2         | —             | —             | —             | —           | —           | —           | —       | —       | —       | 3     | 2     | 2     |
| Absoluta Argentina | 2017              | 1         | 0         | 1         | —             | —             | —             | —           | —           | —           | —       | —       | —       | 1     | 0     | 1     |
| Total selecciones  | Total selecciones | 6         | 3         | 4         | 0             | 0             | 0             | 0           | 0           | 0           | 0       | 0       | 0       | 6     | 3     | 4     |

### Resumen estadístico
| Torneo                  | Part. | G. R. | V. I. |
| ----------------------- | ----- | ----- | ----- |
| Liga                    | 529   | 516   | 200   |
| Copas nacionales        | 13    | 11    | 9     |
| Torneos internacionales | 91    | 79    | 35    |
| Selección absoluta      | 6     | 3     | 4     |
| Total                   | 639   | 609   | 248   |

## Palmarés

### Títulos nacionales
| Título               | Club                    | País      | Año    |
| -------------------- | ----------------------- | --------- | ------ |
| Primera División     | C. A. Newell's Old Boys | Argentina | F-2013 |
| Primera División     | Tigres de la UANL       | México    | A-2015 |
| Campeón de Campeones | Tigres de la UANL       | México    | 2016   |
| Primera División     | Tigres de la UANL       | México    | A-2016 |
| Campeón de Campeones | Tigres de la UANL       | México    | 2017   |
| Primera División     | Tigres de la UANL       | México    | A-2017 |
| Campeón de Campeones | Tigres de la UANL       | México    | 2018   |
| Primera División     | Tigres de la UANL       | México    | C-2019 |
| Primera División     | Tigres de la UANL       | México    | C-2023 |
| Campeón de Campeones | Tigres de la UANL       | México    | 2023   |

### Títulos internacionales
| Título                           | Club              | Sede    | Año  |
| -------------------------------- | ----------------- | ------- | ---- |
| Liga de Campeones de la Concacaf | Tigres de la UANL | Orlando | 2020 |

### Distinciones individuales
| Distinción                                           | Año  |
| ---------------------------------------------------- | ---- |
| Once Ideal de la Liga MX Apertura 2015               | 2015 |
| Mejor atajada de la Liga MX 2015-2016                | 2016 |
| Once Ideal de la Liga MX Apertura 2016               | 2016 |
| Mejor arquero de la Liga de Campeones de la Concacaf | 2020 |
| Once Ideal de la Liga de Campeones de la Concacaf    | 2020 |
| Balón de Oro Mejor Arquero de la Liga MX             | 2023 |